# Klan Berklejów
Klan Berklejów (ang. The Barkleys, 1972) – amerykański serial animowany stworzony przez Davida H. DePatiego, Friza Frelenga i Joe Ruby’ego  oraz wyprodukowany przez wytwórnię DePatie-Freleng Enterprises.
Premiera serialu odbyła się w Stanach Zjednoczonych 9 września 1972 na amerykańskim kanale NBC. Ostatni odcinek serialu został wyemitowany 2 grudnia 1972. W Polsce został wydany na kasetach VHS przez Graf Film International i Tele Tower International.

## Fabuła
Serial opisuje perypetie antropomorficznej rodziny psów o nazwisku Barkley – kierowcy autobusu miejskiego Arniego, jego żony Agnes. dwóch nastolatków – Terry i Rogera oraz najmłodszego Chestera, którzy codziennie przeżywają niesamowite przygody.

## Bohaterowie
- Arnie Barkley – mąż Agnes oraz ojciec Terry, Rogera i Chestera. Jest kierowcą autobusu miejskiego.
- Agnes Barkley – żona Arniego oraz matka Terry, Rogera i Chestera. Jest typową amerykańską kurą domową.
- Terry Barkley – córka Arniego i Agnes oraz siostra Rogera i Chestera. Ugania się za chłopakami.
- Roger Barkley – syn Arniego i Agnes oraz brat Terry i Chestera.
- Chester Barkley – syn Arniego i Agnes oraz brat Terry i Rogera. Jest najmłodszy z rodziny.

## Obsada
- Henry Corden – Arnie Barkley
- Joan Gerber – Agnes Barkley
- Julie McWhirter – Terry Barkley
- Gene Andrusco – Chester Barkley
- Steve Lewis – Roger Barkley

## Spis odcinków
| Premiera odcinka (NBC) | N/o | Polski tytuł               | Angielski tytuł             |
| ---------------------- | --- | -------------------------- | --------------------------- |
|                        |     |                            |                             |
| SERIA PIERWSZA         |     |                            |                             |
|                        |     |                            |                             |
| 09.09.1972             | 01  |                            | Match Breaker               |
|                        |     |                            |                             |
| 16.09.1972             | 02  |                            | Finders Weepers             |
|                        |     |                            |                             |
| 23.09.1972             | 03  | Równo wyrównany            | Lib And Let Lib             |
|                        |     |                            |                             |
| 30.09.1972             | 04  | W małym ciele wielki duch  | Half-Pint Hero              |
|                        |     |                            |                             |
| 07.10.1972             | 05  | To nie miejsce dla kobiety | No Place for a Lady         |
|                        |     |                            |                             |
| 14.10.1972             | 06  |                            | For the Love of Money       |
|                        |     |                            |                             |
| 21.10.1972             | 07  |                            | Keeping Up with the Beagles |
|                        |     |                            |                             |
| 28.10.1972             | 08  |                            | Play No Favorites           |
|                        |     |                            |                             |
| 04.11.1972             | 09  |                            | Law and Missorder           |
|                        |     |                            |                             |
| 11.11.1972             | 10  |                            | The Great Disc Jockey       |
|                        |     |                            |                             |
| 18.11.1972             | 11  |                            | Barkley Beware              |
|                        |     |                            |                             |
| 25.11.1972             | 12  |                            | Arnie Come Clean            |
|                        |     |                            |                             |
| 02.12.1972             | 13  |                            | The Talent Agency Caper     |
|                        |     |                            |                             |